# Une folle équipée
Pour plus de détails, voir Fiche technique et Distribution.
Une folle équipée ou Otages en balade au Québec (Carpool), connu également sous le titre En route pour l'école, est un film américain d'Arthur Hiller sorti en 1996.

## Synopsis
Alors qu'il a une réunion très importante, Daniel Miller est contraint de s'occuper du ramassage scolaire pour les enfants du voisinage, son épouse étant malade. Lorsqu'ils s'arrêtent dans une épicerie, Daniel et les enfants sont pris en otage par Franklin Laszlo, un forain en faillite, prêt à tout pour sauver ses manèges...

## Fiche technique
- Titre original : Carpool
- Titre alternatif : En route pour l'école
- Réalisation : Arthur Hiller
- Scénario : Don Rhymer
- Directeur de la photographie : David M. Walsh
- Montage : L. James Langlois et William Reynolds
- Musique : John Debney
- Décors : James D. Vance
- Production : Arnon Milchan
- Genre : Comédie
- Pays de production :  États-Unis
- Durée : 89 minutes
- Date de sortie :
  - États-Unis : 23 août 1996

## Distribution
- Tom Arnold (VF : Marc Alfos ; VQ : Éric Gaudry) : Franklin Laszlo
- David Paymer (VF : Edgar Givry ; VQ : Luis de Cespedes) : Daniel Miller
- Rhea Perlman (VQ : Danièle Panneton) : Martha
- Rod Steiger (VF : William Sabatier ; VQ : Vincent Davy) : M. Hammerman
- Kim Coates (VF : Pierre Dourlens ; VQ : Daniel Picard) : Détective Erdman
- Rachael Leigh Cook (VF : Barbara Delsol ; VQ : Camille Cyr-Desmarais) : Kayla
- Mikey Kovar : Andrew Miller
- Micah Gardener (VQ : Joel Legendre) : Bucky Miller
- Jordan Blake Warkol (VQ : Inti Chauveau) : Travis
- Colleen Rennison : Chelsea
- Ian Tracey (VQ : Daniel Lesourd) : Neil
- John Trench (VF : Bernard Métraux ; VQ : Jacques Lavallée) : Jerry
- Stellina Rusich (VQ : Élise Bertrand) : Mrs. Miller
- David Kaye (VQ : Benoît Rousseau) : Scott Lewis
- Obba Babatundé (VF : Thierry Desroses ; VQ : Hubert Gagnon) : Jeffery

Source : Doublage québécois sur Doublage.qc.ca